# جورج يبلر
جورج يبلر (بالألمانية: Georg Liebler) (و. 1524 – 1600 م) هو فيزيائي، وفيلسوف، وأستاذ جامعي من ألمانيا .
توفي في توبينغن، عن عمر يناهز 76 عاماً.

## مناصب وهيئات
أدار جامعة توبنغن.